# Route 102 (Nouveau-Brunswick)
Pour les articles homonymes, voir Route 102.
La route 102 est une route du Nouveau-Brunswick. Elle suit la côte ouest du fleuve Saint-Jean sur 157 km (98 mi) entre Westfield et Pokiok.

## Description du tracé

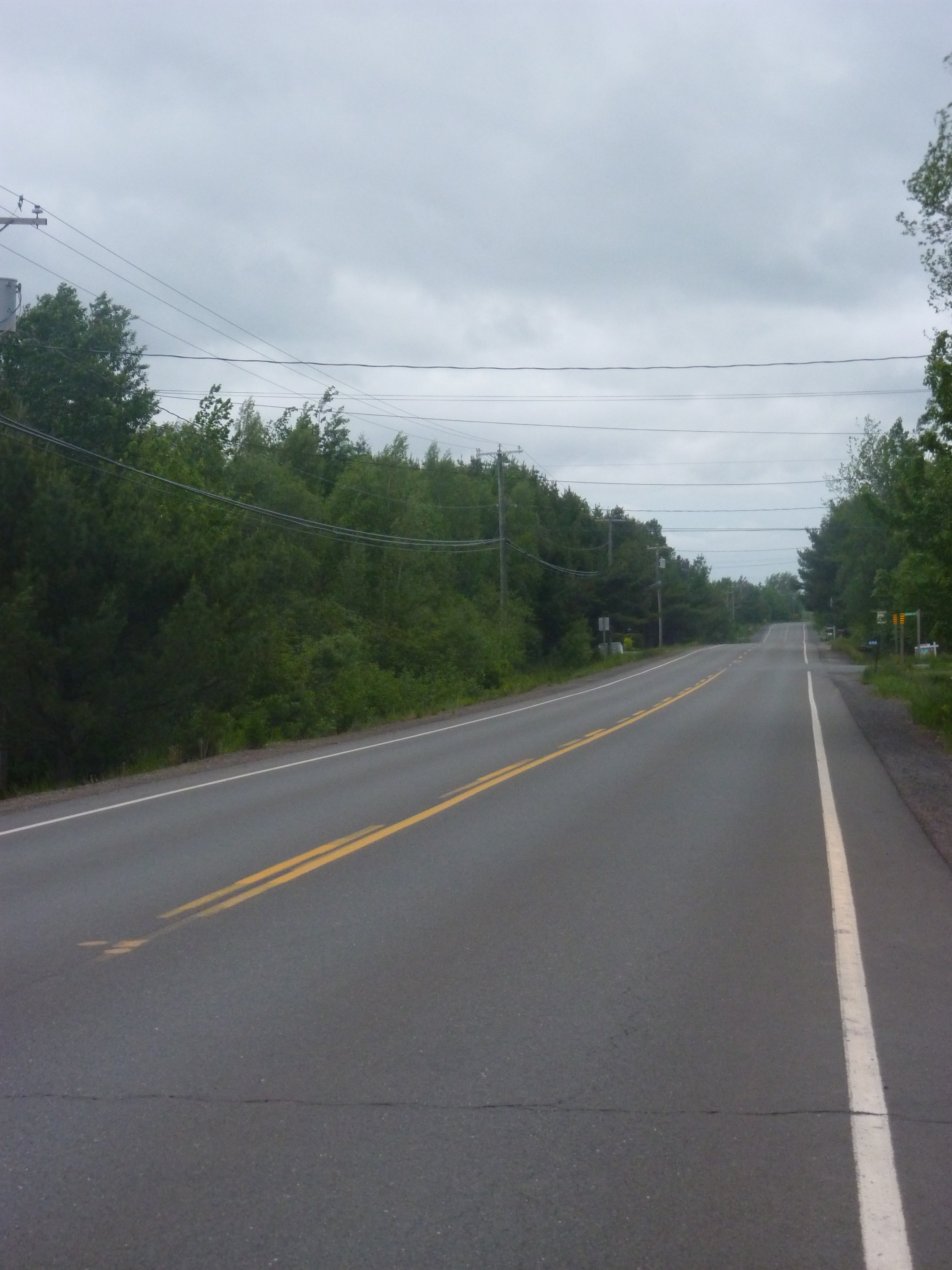
La route 102 à Burton.

La route 102 débute à la sortie 80 de la route 7 à Westfield. Elle longe la rive ouest du fleuve Saint-Jean vers le nord-est puis le nord près de la limite est de la Base militaire de Gagetown. Au nord-ouest de Gagetown, la route croise la route 2 et bifurque vers l'ouest, toujours en longeant le fleuve. Elle longe aussi la route 2 vers l'ouest. Elle atteint ensuite Oromocto alors qu'elle passe à l'est et au sud de la ville. Elle est la route d'accès à l'Aéroport de Fredericton et se dirige vers Fredericton, au nord-ouest. 
À Fredericton, elle traverse le centre-ville. Elle est la rue Waterloo jusqu'à l'intersection avec la rue University, où elle se divise en deux rues à sens unique; la rue Queen vers le nord et la rue Brunswick vers le sud. La route reprend le même tracé à un carrefour giratoire avec la rue Smythe à l'ouest du centre-ville. 
La route prend alors l'appellation de Chemin Woodstock alors qu'elle quitte Fredericton vers l'ouest, toujours en longeant le fleuve Saint-Jean. Au sud de Keswick Ridge, elle bifurque vers le sud-ouest jusqu'à Longs Creek où elle rencontre le terminus nord de la route 3 à un échangeur. Elle longe à nouveau la route 2 alors qu'elle se dirige vers le nord-ouest. À Pokiok, elle emprunte un échangeur pour se diriger sur le Chemin de Hawkshaw Bridge jusqu'à l'échangeur avec la route 2, un peu plus au sud. C'est là que la route 102 prend fin.

## Histoire
L'actuelle route 102, anciennement nommée River Road et faisant partie de la route 2, était la première route pavée reliant Fredericton à Saint Jean, au-delà de la route Broad (l'actuelle route 7). Avec le nouvel alignement de la route transcanadienne contournant Saint Jean, en plus des améliorations majeures effectuées sur la route Broad dans les années 1950, son importance en tant que route principale diminua grandement. La River Road est devenue la route 102 en 1965. 

## Intersections majeures
| Comté   | Ville               | km     | Destinations                                   | Notes                                                                               |
| ------- | ------------------- | ------ | ---------------------------------------------- | ----------------------------------------------------------------------------------- |
| Kings   | Grand Bay-Westfield | 0,00   | NB-7 – Fredericton, Saint-Jean                 | Sortie 80 de la NB-7                                                                |
| Kings   | Grand Bay-Westfield | 1,20   | NB-177 (Chemin Nerepis)                        |                                                                                     |
| Kings   | Evandale            | 34,50  | NB-124 est – Norton                            | Terminus ouest de la NB-124                                                         |
| Queens  | Arcadia             | 75,10  | NB-2 – Fredericton, Moncton                    | Sortie 330 de la NB-2                                                               |
| Sunbury | Burton              | 96,70  | Vers NB-105                                    |                                                                                     |
| Sunbury | Oromocto            | 102,50 | Chemin Miramichi                               | Carrefour giratoire                                                                 |
| Sunbury | Lincoln             | 106,40 | NB-655 sud – Waasis                            | Terminus nord de la NB-655                                                          |
| Sunbury | Lincoln             | 109,40 | Aéroport de Fredericton                        |                                                                                     |
| York    | Fredericton         | 118,90 | Chemin Wilsey                                  | Carrefour giratoire                                                                 |
| York    | Fredericton         | 122,30 | Avenue University                              | Début des rues à sens unique                                                        |
| York    | Fredericton         | 123,00 | NB-101 sud (Rue Regent)                        | Terminus nord de la NB-101                                                          |
| York    | Fredericton         | 124,10 | Rue Smythe                                     | Carrefour giratoire; fin des rues à sens unique                                     |
| York    | Fredericton         | 125,50 | NB-640 sud (Chemin Hanwell) – Hanwell          | Terminus nord de la NB-640                                                          |
| York    | French Village      | 141,80 | Vers NB-105 – Keswick Ridge                    | Échangeur                                                                           |
| York    | Longs Creek         | 152,30 | NB-3 sud vers NB-2 – Saint-Stephen, Edmundston | Edmundston indiqué en direction nord seulement; terminus nord de la NB-3; échangeur |
| York    | Prince William      | 157,00 | NB-635 sud vers NB-2 – Lake George             | Terminus nord de la NB-635                                                          |
| York    | Pokiok              | 183,00 | Vers NB-105                                    |                                                                                     |
| York    | Pokiok              | 184,70 | NB-2 – Fredericton, Edmundston                 | Sortie 231 de la NB-2                                                               |
|         |                     |        |                                                |                                                                                     |